# 江川マストン
二代目 江川 マストン（にだいめ えがわ マストン、1910年2月12日 - 1998年9月6日）は、日本の曲芸師、軽業師である。初代についてはほとんど知られていない。「江川の玉乗り」で知られる。本名迫 與三郎（さこ よさぶろう）。

## 人物・来歴

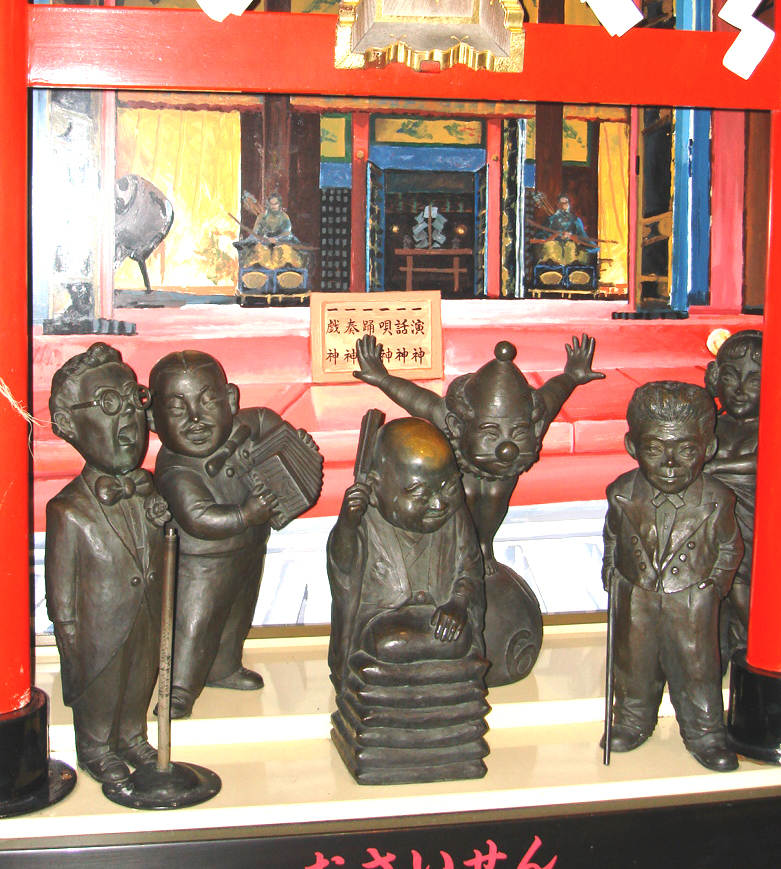
六芸神「戯神」（中央後方）のモデルとされる。

1910年（明治43年）2月12日、東京府東京市浅草区仲町（現在の東京都台東区浅草）に初代空中軒マストンの長男として生まれる。
「江川の玉乗り」は、1884年（明治17年）に区画整理により東京の「浅草公園六区」に見せ物小屋等が成立し始めたころから、関東大震災までの期間、常打ち小屋「大盛館」（現在の浅草新劇場の位置）で興行が行われた曲芸の一座で、幕末からのキャリアを持つ興行師・江川作蔵がこれを率いた。のちの二代目江川マストンは、初代マストンのもとで、1917年（大正6年）、江川 茶目（えがわ ちゃめ）の名で舞台に上がっている。同時期に軒を隔てた向こう側には第一共盛館（のちの大勝館）があり、青木一座が「青木の玉乗り」の興行を行い、競い合っていた。「江川の玉乗り」は小屋での見世物であり、大道芸ではなく、したがって江川は大道芸人ではない。
1920年（大正9年）には、江川 小マストン（えがわ こマストン）に改称する。1923年（大正12年）9月1日、関東大震災が起き、浅草の興行街が壊滅し、江川一座は浅草の常打ち小屋を失う。
1955年（昭和30年）5月31日、初代が死去、二代目 江川 マストン（にだいめ えがわ マストン）を襲名する。70代となった1980年代には、『日本の曲芸』の公演で、国立演芸場の舞台に3度立ったほか、テレビ番組『痛快なりゆき番組 風雲!たけし城』（TBSテレビ）にも出演していた。
1998年（平成10年）9月6日、死去した。満88歳没。2日後の同年9月8日、水道橋博士がダンカンから訃報を知らされた旨をブログで記している。
没後の2002年（平成14年）11月20日、DVDビデオグラム『昭和名人芸大全 -珍芸・奇芸・ビックリ芸- 四日目』（発売元NHKソフトウェア、販売元ポニーキャニオン）が発売され、江川の玉乗り芸が収録されている。2010年（平成22年）には、プラネット映画資料図書館が、大正時代に製作された短篇ドキュメンタリー映画『元祖 大曲藝連鎖 東京江川巡業部』を発掘、東京国立近代美術館フィルムセンターと共同で復元し、同年5月にフィルムセンター、翌2011年（平成23年）3月には第3回恵比寿映像祭（東京都写真美術館）、同年4月には神戸映画資料館でそれぞれ上映されている。

## テアトログラフィ
日本芸術文化振興会によるおもな舞台公演の出演記録である。
- 第44回特別企画公演『日本の曲芸』 : 国立演芸場、1982年4月29日
- 第75回特別企画公演『日本の曲芸』 : 国立演芸場、1985年4月29日
- 第102回特別企画公演『日本の曲芸』 : 国立演芸場、1987年5月31日